# Skarpengland
Skarpengland este o localitate din comuna Vennesla, provincia Vest-Agder, Norvegia, cu o suprafață de 0,33 km² și o populație de 533 locuitori (2013).